# Sedegliano
Sedegliano is een gemeente in de Italiaanse provincie Udine (regio Friuli-Venezia Giulia) en telt 3796 inwoners (31-12-2004). De oppervlakte bedraagt 50,4 km², de bevolkingsdichtheid is 77 inwoners per km².
De volgende frazioni maken deel uit van de gemeente: Coderno, Gradisca, Grions, Rivis, San Lorenzo, Turrida.

## Demografie
Sedegliano telt ongeveer 1532 huishoudens. Het aantal inwoners daalde in de periode 1991-2001 met 3,2% volgens cijfers uit de tienjaarlijkse volkstellingen van ISTAT.
| Jaar | Inwoneraantal |
| ---- | ------------- |
| 1991 | 3978          |
| 2001 | 3852          |

## Geografie
De gemeente ligt op ongeveer 84 m boven zeeniveau.
Sedegliano grenst aan de volgende gemeenten: Codroipo, Coseano, Flaibano, Mereto di Tomba, San Giorgio della Richinvelda (PN), San Martino al Tagliamento (PN), Valvasone (PN).